# Cantonul Dijon-8
Cantonul Dijon-8 este un canton din arondismentul Dijon, departamentul Côte-d'Or, regiunea Burgundia, Franța.

## Comune
| Comune | Populație (1999) | Cod poștal | Cod INSEE |
| ------ | ---------------- | ---------- | --------- |
| Dijon  | 19 532 (1)       | 21000      | 21231     |